# 岬町立岬中学校
岬町立岬中学校（みさきちょうりつ みさき ちゅうがっこう）は、大阪府泉南郡岬町にある公立中学校。
当時の岬町にあった2つの中学校を統合して、1958年に設置した。町内では唯一の中学校である。理科室には、1950年代の孝子小学校（休校中）のガスバーナーがある。
和歌山大学教育学部と協定を結び、同大学の学生が教育ボランティアとして同校に派遣されている。

## 沿革
本項では前身校の沿革についてもまとめて扱う。
現在の岬町にあたる区域は、学制改革で新制中学校制度が発足した1947年当時には泉南郡淡輪村・深日町・孝子村・多奈川町の4町村に分かれていた。
1947年には淡輪村立中学校、深日町立中学校、多奈川町立中学校の3校が発足した。孝子村については村独自の中学校を設置せず、淡輪村立中学校に委託していた。
翌1948年には淡輪村・孝子村・深日町が学校組合を設置して中学校を設置することになった。これに伴い淡輪村立中学校と深日町立中学校が統合し、学校組合立泉岬中学校となった。当初は旧中学校をそれぞれ分校としていたが、1949年9月に淡輪村に泉岬中学校の校舎が完成して新築移転している。
1955年には淡輪村・孝子村・深日町・多奈川町の合併で岬町が発足した。これに伴い、学校組合立泉岬中学校は岬町立泉岬中学校、多奈川町立中学校は岬町立多奈川中学校へとそれぞれ改称している。
岬町内の2中学校は統合することになり、1958年に岬町立岬中学校として発足した。

### 年表
- 1958年9月1日 - 当時の町内にあった泉岬中学校・多奈川中学校が統合、岬町立岬中学校に改称。当初は旧中学校校舎をそれぞれ分教場として使用。
- 1960年4月8日 - 現在地に統合移転。
- 1963年9月11日 - 給食開始。
- 2001年7月9日 - 和歌山大学教育学部と「教育ボランティア学生派遣に関する協定書」を締結。
- 2002年4月 - 文部科学省から「学力向上フロンティア事業」実施校に指定。

## 通学区域
- 泉南郡岬町全域（岬町立深日小学校・岬町立多奈川小学校・岬町立淡輪小学校の通学区域）。

## 出身者
- 常石勝義（馬術競技選手・競馬評論家、元騎手）
- VADER  (レゲエ歌手)

## 交通
- 南海本線・南海多奈川線 みさき公園駅 西へ約1km。
- 南海多奈川線 深日町駅 北へ約800m。